# ارمیاس گوناگون
ارمیاس گوناگون (نام علمی: Eremias vermiculata) (که معمولاً به عنوان تیزروی آسیای مرکزی یا تیزروی گوناگون شناخته می‌شود) گونه‌ای سوسمار است که در مغولستان، چین و قزاقستان یافت می‌شود. ارمیاس گوناگون گاهی به عنوان تیزروی آسیای مرکزی نیز شناخته می‌شود.